# Parafia św. Michała Archanioła w Mons
Parafia św. Michała Archanioła – prawosławna parafia w Mons.
Parafia istnieje od 11 kwietnia 2009, kiedy arcybiskup brukselski i całej Belgii Szymon (Iszunin) poświęcił cerkiew św. Michała Archanioła w Mons, urządzoną w dawnym kościele rzymskokatolickim z 1832. Został on wykupiony przez tworzącą się parafię wiosną 2009 dzięki wsparciu parafii Trójcy Świętej w Brukseli.